# Miluo
Miluo (chinois : 汨罗市 ; pinyin : Mìluó shì) est une ville-district de la province du Hunan en Chine. Elle est placée sous la juridiction de la ville-préfecture de Yueyang.

## Démographie
La population du district était de 700 665 habitants en 1999.